# أبو طيلون ثلجي
أبو طيلون الثلجي أو أبو طيلون الأبيض (باللاتينية: Abutilon niveum) نوع نباتي ينتمي إلى جنس أبو طيلون من الفصيلة الخبازية.

## الموئل والانتشار
موطنه في أمريكا الجنوبية.